# Agatha Theodora Geelvinck
Agatha Theodora Geelvinck, född 1739, död 1805, var en nederländsk baronessa. Hon är känd som mätress till Vilhelm V av Oranien 1779-1785.